# Proasellus remyi
Proasellus remyi is een pissebed uit de familie Asellidae. De wetenschappelijke naam van de soort is voor het eerst geldig gepubliceerd in 1932 door Monod.